# Placówka Straży Celnej „Tłuczewo”

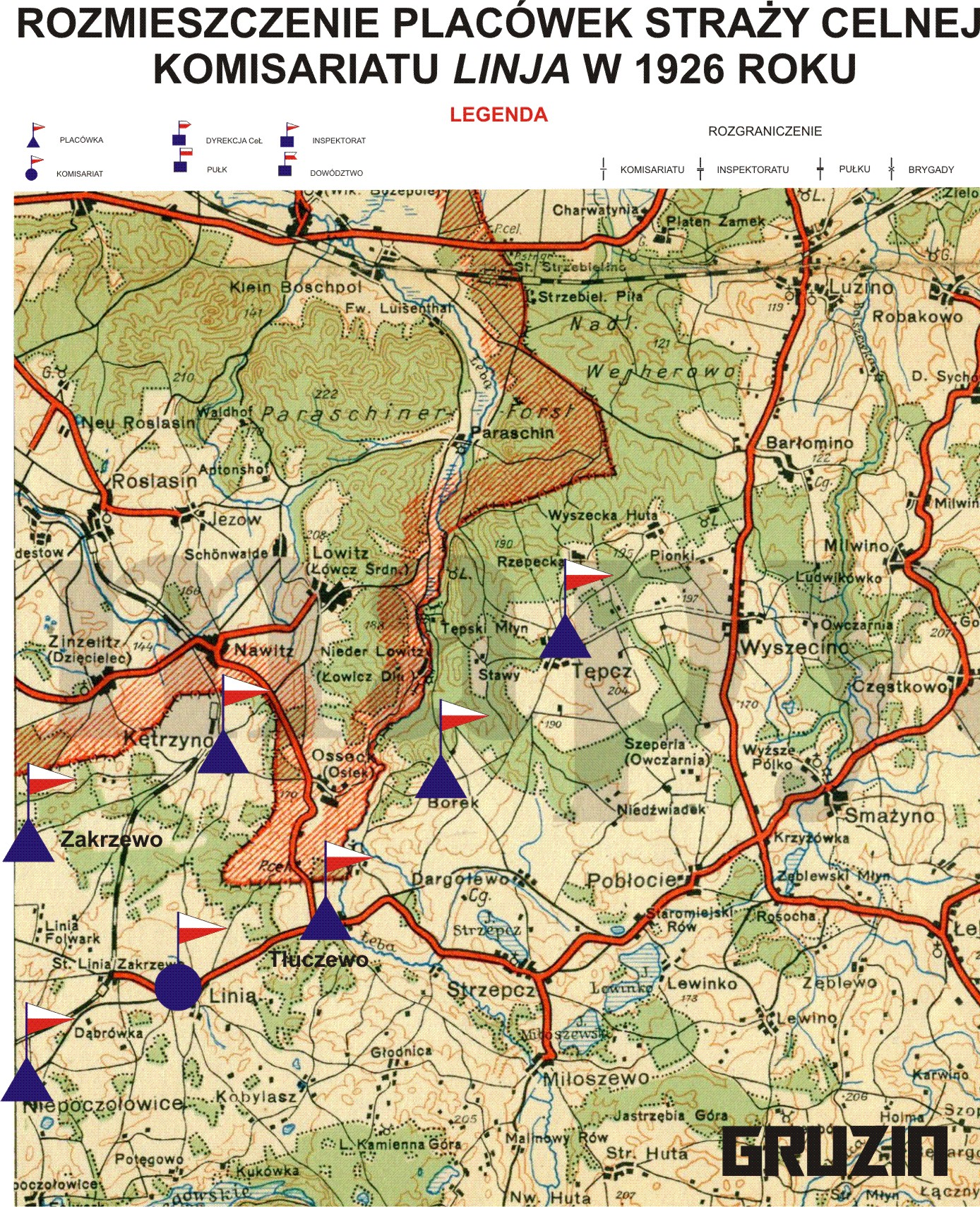
Rozmieszczenie placówek
komisariatu Straży Celnej „Linja”

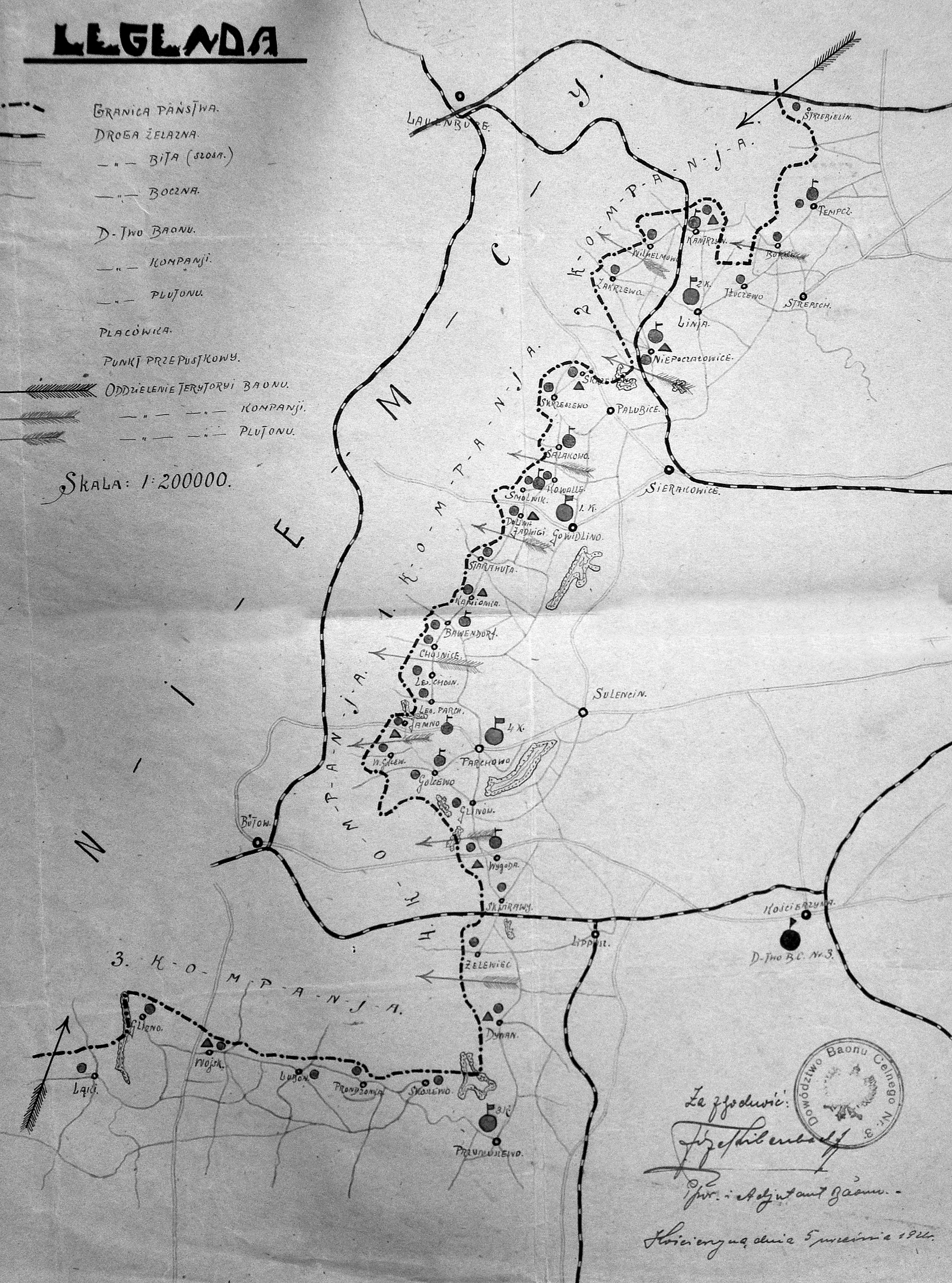
Rozmieszczenie 3 batalionu celnego

Placówka Straży Celnej „Tłuczewo” – jednostka organizacyjna Straży Celnej pełniąca w okresie międzywojennym służbę ochronną na granicy polsko-niemieckiej.

## Formowanie i zmiany organizacyjne
Na wniosek Ministerstwa Skarbu, uchwałą z 10 marca 1920 roku, powołano do życia Straż Celną. Jednostki Straży Celnej rozpoczęły przejmowanie odcinków granicy od pododdziałów Batalionów Celnych. W 1921 roku w Linii stacjonował sztab 2 kompanii 3 batalionu celnego. 2 kompania celna wystawiła między innymi placówkę w Tłuczewie. W 1922 roku w Linii stacjonował sztab 1 kompanii 17 batalionu celnego. 1 kompania celna wystawiła między innymi placówkę w Tłuczewie. Proces tworzenia Straży Celnej trwał do końca 1922 roku. Placówka Straży Celnej „Tłuczewo” weszła w podporządkowanie komisariatu Straży Celnej „Linja” z Inspektoratu SC „Kościerzyna”.
W drugiej połowie 1927 roku przystąpiono do gruntownej reorganizacji Straży Celnej. W praktyce skutkowało to rozwiązaniem tej formacji granicznej. Ochronę północnej, zachodniej i południowej granicy państwa przejęła powołana z dniem 2 kwietnia 1928 roku Straż Graniczna.
Rozkazem nr 2 z 19 kwietnia 1928 roku w sprawie organizacji Pomorskiego Inspektoratu Okręgowego dowódca Straży Granicznej gen. bryg. Stefan Pasławski określił strukturę organizacyjną komisariatu SG „Linia”. Placówka Straży Granicznej I linii „Tłuczewo” znalazła się w jego strukturze.

## Służba graniczna
Sąsiednie placówki
- placówka Straży Celnej „Borek” ⇔ placówka Straży Celnej „Kętrzyno” – 1926[10]

## Funkcjonariusze placówki
Kierownicy placówki
| stopień    | imię i nazwisko, numer | okres pełnienia służby | kolejne stanowisko |
| ---------- | ---------------------- | ---------------------- | ------------------ |
| przodownik | Jan Pilarczyk (2044)   | był w 1926             |                    |

Obsada personalna placówki w 1926:
- przodownik Jan Pilarczyk (2044)
- starszy strażnik Stanisław Barełkowski (1704)
- starszy strażnik Franciszek Szwałek (2278)
- strażnik Stanisław Piątkowski (302)
- strażnik Stanisław Koliński (1829)
- strażnik Franciszek Wolnik (3301)